# La Mina (албум)
La Mina је студијски албум италијанске певачице Мине. Издаван је заједно са албумом Minacantalucio у октобру 1975. године.

## Списак пјесама
| №  | Назив                                | Трајање |  |
| 1. | Uappa                                | 3:20    |  |
| 2. | Ti accetto come sei                  | 3:54    |  |
| 3. | Quasi come musica (A Song for You)   | 4:19    |  |
| 4. | Racconto (C’est comme l’arc en ciel) | 3:44    |  |
| 5. | Signora più che mai                  | 4:47    |  |

| №  | Назив                         | Трајање |  |
| 1. | Immagina un concerto          | 4:13    |  |
| 2. | L’importante è finire         | 3:21    |  |
| 3. | Come un uomo (Comme un homme) | 3:07    |  |
| 4. | Tu no                         | 6:08    |  |
| 5. | Di già                        | 3:25    |  |

## Верзије на другим језицима
- Uappa:
  - Love Me (на енглеском)

- Racconto:
  - C'est comme l'arc en ciel (на француском)

- Come un uomo:
  - Comme un homme (на француском)

## Позиције на листама
| Листа (1975)              | Највиша позиција |
| ------------------------- | ---------------- |
| Италија (Musica e dischi) | 5                |